# Giulio Fagnano
Giulio Carlo, Conde de Fagnano y Marqués de Toschi (6 de diciembre de 1682 - 26 de septiembre de 1766) fue un matemático italiano. Probablemente fue el primero en dirigir su atención sobre la teoría de integrales elípticas.

## Biografía
Fagnano nació en Senigallia. Realizó sus estudios superiores en el Colegio Clementino de Roma, donde ganó una gran distinción, excepto en matemáticas, a la que su aversión fue extrema. Solo después de su curso universitario, comenzó a estudiar matemáticas. Más tarde, sin ayuda de ningún maestro, dominó las matemáticas desde sus cimientos. Su investigación más importante fue publicada en el Giornale de Letterati d'Italia.
Uno de los hijos de Fagnano, Giovanni Fagnano, también se convirtió en matemático.

## Trabajo
Fagnano es conocido por sus investigaciones sobre la longitud y la división de los arcos de ciertas curvas, especialmente la lemniscata; lo que parece haber sido también en su opinión su obra más importante, ya que incluyó la figura de la lemniscata con la inscripción: "Multifariam divisa atque dimensa Deo veritatis gloria", grabada en la portada de su obra Produzioni Matematiche, que publicó en dos volúmenes (Pésaro, 1750) y dedicó a Benedicto XIV. La misma figura y las palabras "Deo veritatis gloria" también aparecen en su tumba.
Siendo incapaz de rectificar los arcos de elipse o de hipérbola, Fagnano intentó determinar arcos cuyas diferencias fueran rectificables. La palabra "rectificable" significaba en aquella época que la longitud se pudiera calcular explícitamente,
lo que es diferente al sentido moderno del concepto. También señaló la notable analogía existente entre las integrales que representan el arco de una circunferencia y el arco de una lemniscata. También probó la fórmula
{\displaystyle \pi =2i\log {1-i \over 1+i}}
donde "i" significa {\displaystyle {\sqrt {-1}}}.
Sus trabajos fueron recogidos y publicados en dos volúmenes en Pésaro en 1750.
Algunos matemáticos se opusieron a sus métodos de análisis basados en el cálculo infinitesimal. Los más destacados fueron Viviani, De la Hire y Rolle.